# 수습교사
수습교사(修習敎師, Probational Teacher)는 교원의 자격을 갖춘 신규 교사에게 정식 임용 또는 채용 이전에 일정 기간의 시보 경험을 갖도록 하는 제도이다. 시보교사로 부르기도 한다.

## 개념
임용이 예정된 각급 학교의 신규교사에게 일정 기간 동안 수습기간을 두어 교사로서 필요한 현장실무 교육을 이수하게 하고, 이수 후 평가를 거쳐 정규 교원으로 임용한다. OECD 회원국 중 16개국이 신규교사의 수습기간을 의무적으로 배정하고 있으며, 1년이나 2년 동안 수업을 적게 하는 대신 선배교사로부터 지도·감독을 받는 형태가 많다.

## 도입의 필요성
교원양성대학의 교육과정은 학교 현장의 필요와 요구를 제대로 반영하지 못하고 주로 지식적인 측면에만 집중되어있어 실천적 측면에 대한 교육조차도 '실천에 대한 지식'에 국한되어 있으며, 교과교수법이나 교재연구도 교육현장의 실제와 연계성이 부족하기 때문에 이를 보완하기 위하여 도입해야 한다는 주장과 교육 실습 기간이 4주 내지 10주 가량으로 교과 수업 기술이나 학급 경영, 생활지도 등을 충분히 경험하기 어려우며, 실습학생의 과다, 교육현장의 비협조, 대학의 무관심 등으로 인해 실습기간을 늘리는 것만으로는 실효를 거두기 어려워 그 대안으로 수습교사제를 도입해야 한다는 주장, 임용고사의 필답고사식 평가가 실제적인 수업능력을 평가하고 있지 않고 있으며, 초기 교직 적응에 있어 효율성을 높이기 위해 도입해야 한다는 주장이 있다.

## 참고 문헌
- 김선채 (2004년 2월). 《중등교사 수습교사제 도입에 대한 인식 분석 : 현직교사 및 예비교사를 중심으로》 (석사학위). 한서대학교. 2018년 4월 19일에 확인함.